# Achim Buckenmaier
Achim Buckenmaier (* 1959 in Hechingen, Baden-Württemberg) ist ein römisch-katholischer Priester und Dogmatiker.

## Leben
Achim Buckenmaier studierte in Freiburg im Breisgau und Paris katholische Theologie und empfing 1985 die Priesterweihe. Nach Kaplanszeit und Arbeit als Religionslehrer in der Erzdiözese Freiburg trat er 1990 der „Gemeinschaft der Priester im Dienst an Katholischen Integrierten Gemeinden“ (KIG) bei, für die er unter anderem mehrere Jahre in Tansania im Einsatz war. 1994 wurde Buckenmaier bei Gerhard Ludwig Müller an der Ludwig-Maximilians-Universität München mit der dogmatischen Arbeit Das Verhältnis von Schrift und Tradition nach dem Zweiten Vatikanischen Konzil. Vorgeschichte und Rezeption zum Dr. theol. promoviert. Von 2000 bis 2002 war er Geschäftsführer des St. Anna Schulverbunds, einem privaten Schulträger mit katholischer Orientierung. 2009 habilitierte er sich mit der Schrift Universale Kirche vor Ort – Aspekte zur Verhältnisbestimmung von Universalkirche und Lokalkirche ausgehend von der Debatte zwischen Joseph Ratzinger und Walter Kasper an der Katholisch-Theologischen Fakultät der Rheinischen Friedrich-Wilhelms-Universität Bonn. 1997 legte er an der Ludwig-Maximilian-Universität München das Erste Staatsexamen für das Lehramt an Hauptschulen (Katholische Religionslehre, Deutsch, Geographie, Kunst) und 2003 für das Lehramt an Gymnasien (Deutsch) ab.
Achim Buckenmaier ist Professor für Dogmatik und war von 2009 bis 2021 Direktor des von der Katholischen Integrierten Gemeinde errichteten Stiftungs-Lehrstuhles für die Theologie des Volkes Gottes an der Päpstlichen Lateranuniversität in Rom. Die „Unterscheidung des Jüdisch-Christlichen im Vergleich mit den Religionen“, die „Volk-Gottes-Theologie“, „Ekklesiologie“ sowie „Sakramentenlehre und -praxis“ sind inhaltliche Arbeitsschwerpunkte dieses Lehrstuhls, der eine „Einheit zwischen Altem und Neuem Testament“ vermitteln möchte. Im Sinne einer Neuevangelisierung verwendet der Lehrstuhl bewusst eine verständliche Sprache und ist für alle Interessierten offen.
Von 2009 bis 2019 hat Buckenmaier an der Theologischen Fakultät der Päpstlichen Universität Gregoriana in Rom einen Lehrauftrag für deutsche Studenten im Freisemester wahrgenommen.
Seit Beginn ist Achim Buckenmaier Mitglied des 2008 gegründeten Neuen Schülerkreises Joseph Ratzinger/Papst Benedikt XVI., eines internationalen Theologenkreises, der das theologische Werk Joseph Ratzingers verbreiten möchte.
Papst Benedikt XVI. ernannte ihn 2011 zum Konsultor des Päpstlichen Rates zur Förderung der Neuevangelisierung und am 15. Dezember 2012 zum Konsultor der Kongregation für die Glaubenslehre. Papst Franziskus verlängerte diese Berufungen am 19. Dezember 2017 um weitere 5 Jahre. Am 19. Dezember 2022 verlängerte Papst Franziskus die Berufung zum Konsultor des Dikasteriums für die Glaubenslehre erneut um 5 Jahre.
Seit 2011 ist Achim Buckenmaier Mitglied der Europäischen Akademie der Wissenschaften, von 2015 bis 2019 war er Vorsitzender des Aufsichtsrats des in München ansässigen St. Anna Schulverbunds, außerdem ist er Mitglied und seit 2020 Vorsitzender des Stiftungsrates der Joseph Ratzinger/Papst Benedikt XVI.-Stiftung und seit 2018 Mitglied des Verwaltungsrates der italienischen Schwesterstiftung Fondazione Vaticana Joseph Ratzinger/Benedetto XVI. Weiterhin tritt Buckenmaier durch Vortrags- und Referententätigkeiten in Deutschland und Österreich hervor.

## Publikationen (Auswahl)
- „Schrift und Tradition“ seit dem Vatikanum II: Vorgeschichte und Rezeption. Paderborn 1995, ISBN 3-87088-907-1.
- Der gerettete Anfang. Schrift und Tradition in Israel und der Kirche. Bad Tölz 2002, ISBN 3-932857-24-0.
- Abraham. Vater der Gläubigen. Eine Glaubensbiographie. Augsburg 2003, ISBN 3-936484-10-4.
- Was ist der Mensch? Ausgangspunkte einer christlichen Erziehung. Bad Tölz 2004, ISBN 3-932857-42-9.
- Geborgen in Seiner Hand. Mit Kindern beten. Bad Tölz 2004, ISBN 978-3-932857-35-5.
- Moses. Geschichte einer Rettung. Augsburg 2005, ISBN 978-3-936484-55-7.
- Universale Kirche vor Ort. Zum Verhältnis von Universalkirche und Ortskirche. Regensburg 2009, ISBN 978-3-7917-2193-4.
- Ist das noch unsere Kirche? Regensburg 2012, ISBN 3-7917-2423-1.
- Die sieben Zeichen des Messias. Das eine Volk Gottes als Sakrament für die Welt. Zusammen mit Arnold Stötzel und Ludwig Weimer, Regensburg, Pustet 2012, ISBN 978-3-7917-2426-3.
- Papst und Kurie in der Reform. Anmerkungen zu einer aktuellen Aufgabe. In: Freude an Gott. Festschrift für Kardinal Kurt Koch zum 65. Geburtstag, S. 343–360, Herder, Freiburg 2015, ISBN 978-3-451-31331-8
- Lehramt der Bischofskonferenzen?  Regensburg 2016, ISBN 978-3-7917-2833-9.
- Inkognito Gottes und der Kirche. Ein Beitrag zu Herkunft und Bedeutung des Gedankens der Verborgenheit Gottes. In: Der dreifaltige Gott. Für Gerhard Kardinal Müller S. 386–402, Herder, Freiburg 2017, ISBN 978-3-451-37875-1.
- Il Tesoro Particolare. Temi della Chiesa di oggi. Ecumenica Editrice, Bari 2022, ISBN 978-88-85952-31-7.
- Priester – Beruf und Berufung auf dem Prüfstand. Verlag Friedrich Pustet, Regensburg 2023, ISBN 978-3-7917-3397-5.